# 阿尔斯昂雷
阿尔斯昂雷（法語：Ars-en-Ré，法語發音：[aʁs ɑ̃ ʁe]，意为雷岛上的阿尔斯），又译阿尔桑雷，是法国滨海夏朗德省的一个市镇，属于拉罗歇尔区。

## 地理
阿尔斯昂雷（46°12'28"N, 1°30'57"W）面积10.95 平方千米，位于法国新阿基坦大区滨海夏朗德省，该省份为法国西部滨海省份，北起旺代省，西临大西洋，南至吉倫特省，东南接多爾多涅省，东北接德塞夫勒省接壤，东临夏朗德省。
与阿尔斯昂雷接壤的市镇（或旧市镇、城区）包括：滨海拉库阿尔德、卢瓦、圣克莱芒德巴莱讷。

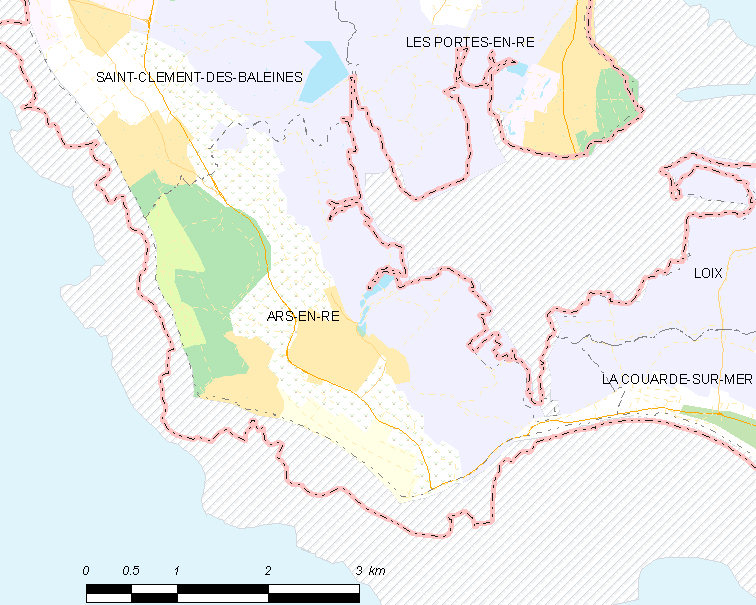
阿尔斯昂雷的OSM定位图

阿尔斯昂雷的时区为UTC+01:00、UTC+02:00（夏令时）。

## 行政
阿尔斯昂雷的邮政编码为17590，INSEE市镇编码为17019。

## 政治
阿尔斯昂雷所属的省级选区为雷岛县。

## 人口

1962-2008年间阿尔斯昂雷人口变化图示

阿尔斯昂雷于2022年1月1日时的人口数量为1306人。